# Житловий комплекс

ЖК «Столичний», Васильків

Житлови́й ко́мплекс — єдиний комплекс нерухомого майна, що утворений земельною ділянкою в установлених межах, розміщеним на ній жилим багатоквартирним будинком або його частиною разом із спорудами та інженерними мережами, які утворюють цілісний майновий комплекс.

## Опис
Забудовники починають відмовлятися від точкової забудови. У структурі нових проєктів житлових комплексів понад половина припадає на багатофункціональні проєкти. Зводяться не просто будинки, також створюється якісна інфраструктура. Стимуляція комплексної забудови йде і на законодавчому рівні. Восени минулого року набули сили державні будівельні норми (ДБН) Б 2.2 — 12:2019 «Планування і забудова території». По суті ДБН спрямовані на стимулювання комплексної і гармонійної, «людяної» забудови: обмежується щільність, вводиться обов'язкове будівництво дитячих садків, шкіл, збільшення частки рекреаційних зон з дитячими і спортивними майданчиками, обов'язкове забезпечення безбар'єрного доступу і т. д.

## Недобудови
В Києві є 66  об'єктів на 32 тис. квартир, що мають ознаки довгобуду або недобудови. В 30 % таких об'єктів ведеться продаж квартир